# Cono (nome)
Cono  è un nome proprio di persona italiano maschile.

## Varianti
- Maschili: Conone[3], Cuono[2]
- Femminili: Cona[2][3], Conona[3]
  - Alterati: Conetta[2]

### Varianti in altre lingue
- Albanese: Kokoni
- Basco: Konon
- Catalano: Conó
- Francese: Conon
- Greco antico: Κόνων (Konon)[2][4]
- Greco moderno: Κόνων (Konōn)
- Inglese: Conon
- Latino: Conon[1][2]
- Polacco: Konon
- Portoghese: Cónon
- Russo: Конон (Konon)
- Spagnolo: Conón
- Ungherese: Konon

## Origine e diffusione
Deriva dal nome greco Κόνων (Konon), latinizzato in Conon, di etimologia incerta. Potrebbe essere basato sul termine κονέω (koneo, "sollevare la polvere"), e assumere quindi il significato figurativo di "veloce", essendo quindi analogo per semantica ai nomi Argo, Eolo, Boaz e Wiebe.
La sua diffusione in Italia è dovuta al culto dei vari santi così chiamati; tipico del Meridione, è accentrato in Sicilia (in particolare nel messinese) e in Campania (specie nel salernitano), dove è unicamente diffusa anche la forma "Cuono", dovuta ad una dittongazione della o in uo, tipica della zona.

## Onomastico
L'onomastico può essere festeggiato in memoria di numerosi santi fra cui, alle date seguenti:
- 4 febbraio, san Conone, pastore, martire a Perga sotto Decio[5]
- 19 febbraio, san Conone di Alessandria d'Egitto, monaco a Pentucla in Palestina[5][6]
- 5 marzo, san Conone l'ortolano, martire in Panfilia sotto Decio[5][6]
- 5 marzo o 3 giugno, san Cono il taumaturgo, vescovo
- 28 marzo, san Cono (o Conone), monaco basiliano presso Naso[5][6]
- 3 giugno, san Cono da Teggiano (o da Diano), monaco[6]
- 29 maggio, santi Conone (o Cuono) e Conone (o Cuono, Conello), padre e figlio, martiri a Iconio, patroni di Acerra[5][6]

## Persone
- Cono di Naso, religioso e santo italiano
- Cono da Teggiano, religioso e santo italiano
- Cono il taumaturgo, vescovo cattolico e santo greco antico

### Variante Conone

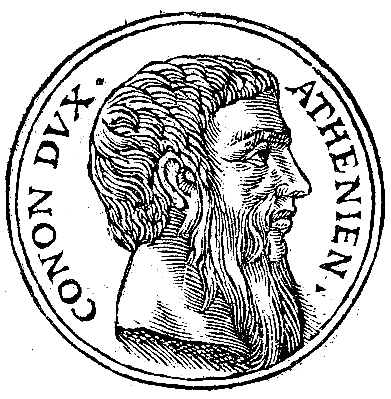
Conone, l'ateniese

- Conone, papa della Chiesa cattolica
- Conone, grammatico e mitografo greco antico
- Conone, generale ateniese
- Conone di Béthune, crociato e troviero francese
- Conone di Palestrina, cardinale tedesco
- Conone di Samo, matematico e astronomo greco antico
- Conone l'ortolano, santo israeliano

### Altre varianti
- Cuono Gaglione, pittore italiano
- Hans Conon von der Gabelentz, politico e linguista tedesco